# Palmův palác
Palmův palác ve Vídni (německy Palais Palm) na Bankgasse ve Vídni v městském okrese Vnitřní Město, svého času známý spíše jako Fürst Palm'sches Haus (Dům knížete Palma), je zaniklý barokní palác, někdejší vídeňské sídlo knížecí rodiny Palmů. Budova byla stržena kolem roku 1857 současně s demolicí městských hradeb.

## Historie
O samotném domě existuje jen málo informací. Je známo, že se na jeho výzdobě podílel vážený vorarlberský štukatér Hieronymus Moosbrugger (1808–1858).
V době vídeňského kongresu v letech 1814-1815 v paláci pobývaly dvě urozené dámy - vévodkyně Kateřina Vilemína Zaháňská, která v pravém křídle paláce vedla známý politický salon a v levém křídle sídlila její sokyně, ruská kněžna Jekatěrina Bagrationová, která zde vykonávala diplomatickou činnost. Obě tyto dámy svého času udržovaly vztah s ministerským předsedou Clemensem Václavem z Metternichu. Kněžna Bagrationová později dokonce porodila Metternichovu dceru, Marii Klementinu.
Palmův palác byl stržen kolem roku 1857 v důsledku demontáže vídeňského městského opevnění a na jeho místě byl v roce 1876 stavební firmou knížete z Lichtenštejna postaven velkolepý nájemní dům na polygonálním půdorysu ve stylu nové vídeňské renesance.

## Poloha
Palác rodiyn Palmů byl organicou součástí skupiny paláců, ohraničené dnešními ulicemi Bankgasse, Schenkenstrasse a Löwelstrasse. Ze skupiny budov dodnes stojí městský palác Strattmann a dům Concordia (dříve Althannský Freihaus) na adrese Bankgasse 6.
Nájemní dům postavený na místě Palmova paláce roku 1876 nadací knížete z Lichtenštejna dnes tvoří nároží ulic Schenkenstrasse 7 a Löwelstrasse 12 (proti Burgtheateru). Z někdejšího barokního paláce knížat z Palmu se do současnosti nezachovalo nic.

## Okolní budovy
- Burgtheater

- Palác Kinských

- Palác Porciů

- Palác Batthyányů

- Starhemberský palác

- Lichtenštejnský palác

- Ditrichštejnský palác

- Palác Montenuovo

- Minoritský kostel